# ماركوس بورغ
ماركوس بورغ (بالإنجليزية: Marcus Borg)‏ هو كاتب وبروفيسور أمريكي، ولد في 1942 في فرغوس فولز في الولايات المتحدة، وتوفي في 21 يناير 2015 في Powell Butte, Oregon ‏ في الولايات المتحدة بسبب تليف رئوي.